# Ecaterina Oancia
Ecaterina Oancia (Sângeorgiu de Pădure, 25 de marzo de 1954-3 de diciembre de 2024) fue una deportista rumana que compitió en remo como timonel.
Participó en dos Juegos Olímpicos de Verano, obteniendo tres medallas, oro en Los Ángeles 1984, en cuatro scull con timonel, y dos en Seúl 1988, plata en ocho con timonel y bronce en cuatro con timonel.
Ganó seis medallas en el Campeonato Mundial de Remo entre los años 1981 y 1989.

## Palmarés internacional
| Juegos Olímpicos   | Juegos Olímpicos             | Juegos Olímpicos  | Juegos Olímpicos         |
| Año                | Lugar                        | Medalla           | Prueba                   |
| ------------------ | ---------------------------- | ----------------- | ------------------------ |
| 1984               | Los Ángeles (Estados Unidos) | Medalla de oro    | Cuatro scull con timonel |
| 1988               | Seúl (Corea del Sur)         | Medalla de plata  | Ocho con timonel         |
| 1988               | Seúl (Corea del Sur)         | Medalla de bronce | Cuatro con timonel       |
| Campeonato Mundial |                              |                   |                          |
| Año                | Lugar                        | Medalla           | Prueba                   |
| 1981               | Múnich (RFA)                 | Medalla de bronce | Cuatro scull con timonel |
| 1982               | Lucerna (Suiza)              | Medalla de bronce | Cuatro scull con timonel |
| 1985               | Malinas (Bélgica)            | Medalla de bronce | Ocho con timonel         |
| 1987               | Copenhague (Dinamarca)       | Medalla de oro    | Cuatro con timonel       |
| 1987               | Copenhague (Dinamarca)       | Medalla de oro    | Ocho con timonel         |
| 1989               | Bled (Yugoslavia)            | Medalla de oro    | Ocho con timonel         |